# Хайнрих V фон Плауен
Хайнрих V/IV фон Плауен (на немски: Heinrich V/IV/VI Vogt zu Plauen; † между 7 септември 1363 и 3 май 1364) от род Ройс е фогт на Плауен и господар на Голсен и Мюлтроф.
Той е син на фогт Хайнрих IV фон Плауен-Мюлтроф „Млади“ († 1348) и Агнес фон Шлюселберг († 1354), дъщеря на Конрад II/III фон Шлюселберг († 1347) и Елизабет. Потомък е на Хайнрих I фон Плауен († 1303), фогт на Плауен (1249/50 – 1295/96). Майка му Агнес се омъжва втори път пр. 14 юли 1352 г. за граф Херман III фон Байхлинген-Заксенбург († сл. 1377).
Брат е на Хайнрих VI (VIII) 'Млади' († 1368/1369), фогт на Плауен и господар на Плауен (1348 – 1368), и на Юта фон Плауен, омъжена на 26 юли 1344 г. за братовчед ѝ Хайнрих 'млади', шериф на Гера. Полубрат е на граф Фридрих VIII фон Байхлинген-Заксенбург 'Стари' († 1390).
През 1348 г. Плауен се разделя на фамилиите Мюлтроф („стара линия“) и Плауен (млада линия).
През войната на фогтовете (1354 – 1357) Хайнрих губи Фойгтсберг, Оелзниц и Адорф на маркграфовете на Майсен и през 1357 г. сменя останала си собственост със същите.

## Фамилия
Хайнрих V фон Плауен се жени ок. 5 февруари 1356 г. за Ирмгард фон Орламюнде († сл. 5 май 1388), дъщеря на граф Хайнрих III фон Орламюнде († 1310/1357) и Ирмгард фон Шварцбург-Бланкенбург († 1354). Те имат децата:
- Хайнрих VII фон Плауен († сл. 25 ноември 1377), фогт на Плауен, господар на Мюлтроф, женен пр. 28 юли 1362 г. за фон Вайда († сл. 1363)
- Хайнрих фон Плауен († сл. 1369)
- Хайнрих фон Плауен († сл. 1363), монах в Пегау
- Доротея фон Плауен († сл. 14 февруари 1377 в Свещен орден), монахиня в Кроншвиц
- Барбара фон Плауен († сл. 1406), приореса в Кроншвиц (1396/1400 – 1406)

Вдовицата му Ирмгард фон Орламюнде се омъжва втори път на 8 май 1364 г. за граф Гюнтер XII фон Кефернбург († 1368).